# Bebop

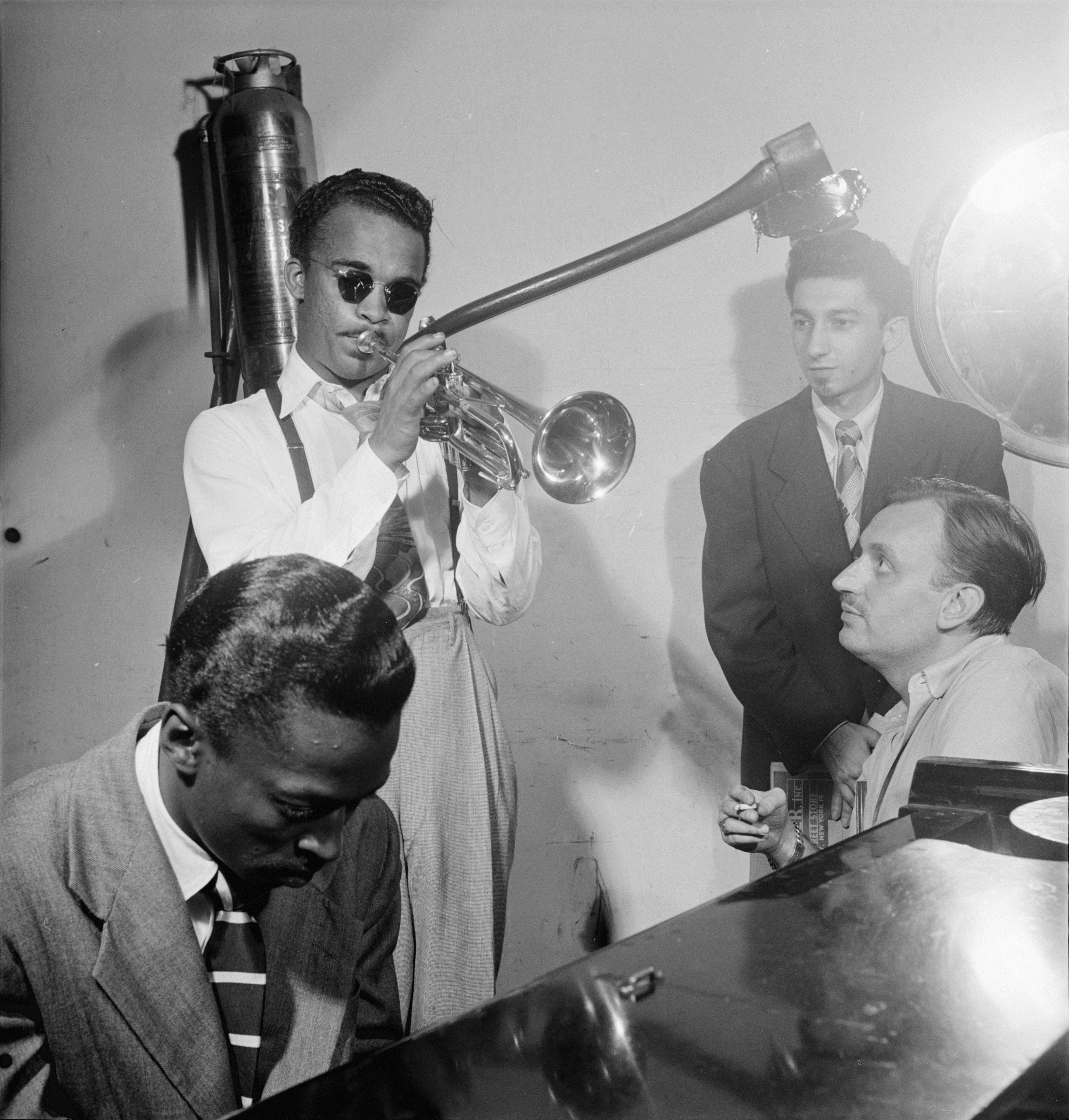
Howard McGhee (Trompete), Miles Davis (Piano), Brick Fleagle (Gitarre), 1947; (im Hintergrund der Pianist Joe Albany)

Der Bebop ist eine Musikrichtung, die Anfang der 1940er Jahre im Jazz den Swing als Hauptstilrichtung ablöste und somit den Ursprung des Modern Jazz bildete.

## Einführung

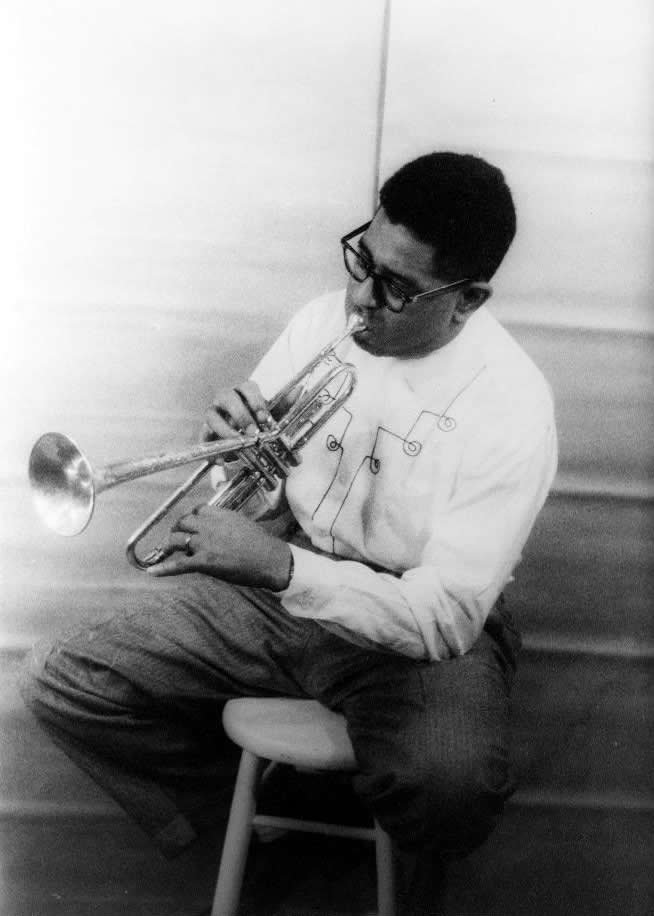
Dizzy Gillespie, 1955

Wesentliche Elemente sind größere rhythmische Freiheiten für Schlagzeug und Bass, schnelles Tempo und komplexe Harmonie-Schemata. Komponisten des Bebop griffen oft auf bestehende musikalische Themen und Harmonieabfolgen zurück. Wesentlich für den Bebop sind zudem die Improvisationen auf langen formalen Strecken.
Miles Davis beschrieb Bebop so: „... es fehlten die Harmonien, die man auf der Straße vor sich hin summte, um sein Mädchen aufs Küssen einzustimmen. Der Bebop hatte nicht die Menschlichkeit eines Duke Ellington. Man konnte sich nicht einmal die Melodien merken.“
Mit dem Bebop verabschiedet sich der Jazz als Unterhaltungsmusik und wird nach und nach als Kunstmusik definiert. Dies beruht auf der Ablehnung des Bebop durch große Teile von Kritikern und Publikum sowie auf einem neuen Verständnis der Schallplatte als Medium. Die flüchtigen Improvisationen der Musiker sind durch die Schallplatte gespeichert und bringen ein Sammler- und Expertentum hervor – gerade auch in der weißen amerikanischen Mittelschicht und unter den europäischen Intellektuellen. Mit der verbesserten Aufnahmetechnik tritt der Solist stärker denn je als Individuum und Künstlerpersönlichkeit hervor. Niemals wieder jedoch fügte sich der Jazz in das Bild ein, das man sich zuvor von ihm gemacht hatte, in das Bild einer für alle zugänglichen Populärkultur.

## Entstehung

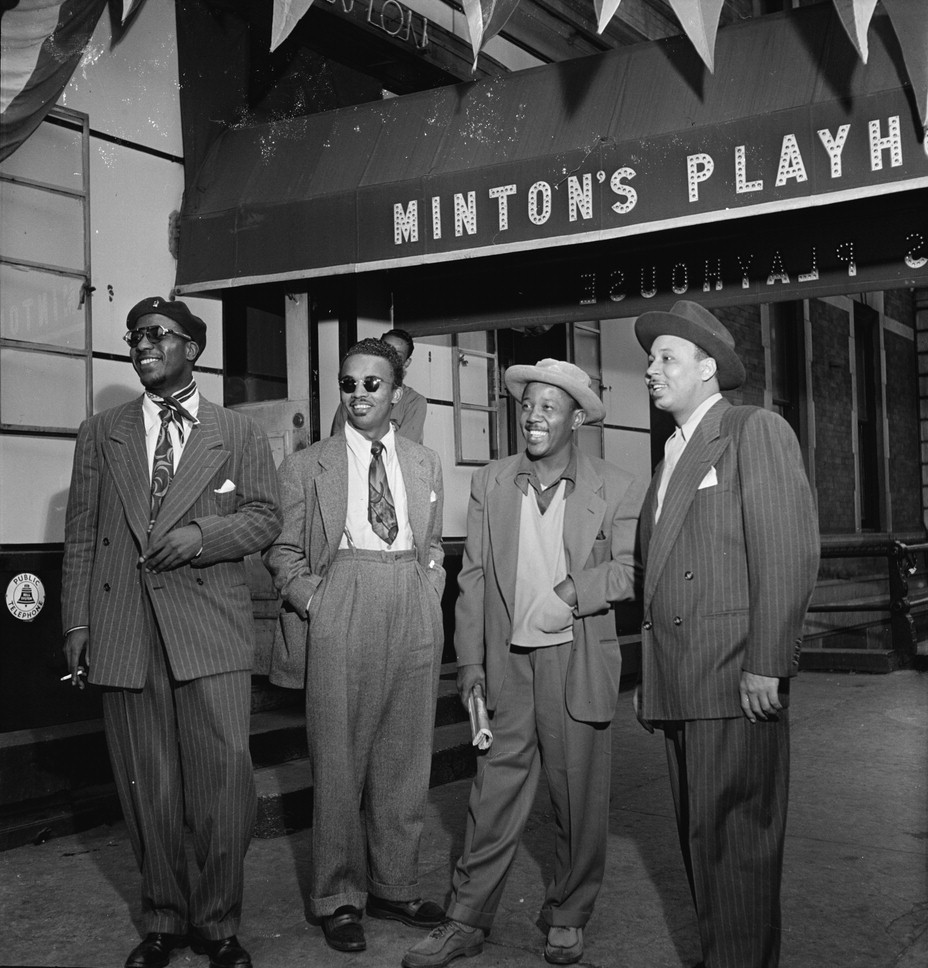
Thelonious Monk, Howard McGhee, Roy Eldridge und Teddy Hill vor Minton's Playhouse, New York City, September 1947

Vermutlich hat eine Verkettung verschiedener Faktoren zur Entstehung dieses neuen Stils geführt. Am Ende der 1930er Jahre war Swing zu einem großen Geschäft geworden. Der kreative Zenit vieler Swingorchester war überschritten, und die Musik drohte in Formelhaftigkeit zu erstarren. Gelangweilt von der Routine als „Orchesterangestellte“ begannen zahlreiche Musiker – oft „afterhours“, nachdem sie ihren Job in der Big Band erledigt hatten – sich zu informellen Jam-Sessions zu treffen. Hier wurde gespielt und nach musikalischen Formen jenseits der Big Bands gesucht. Ein Kristallisationspunkt dieser Entwicklung war Minton’s Playhouse in Harlem und nicht die 52nd Street in Manhattan, wie oftmals fälschlicherweise behauptet wird. Zu den wichtigsten Musikern dieses Zirkels gehörten Dizzy Gillespie, Charlie Parker (die beide 1943 bei Earl Hines and His Orchestra spielten), Charlie Christian, Thelonious Monk und Kenny Clarke. Außerdem wird vermutet, dass die auf den Kriegseintritt der USA 1941 zurückzuführende Steuererhöhung auf Tanzveranstaltungen die Wirtschaftlichkeit der Big Bands allmählich untergrub, damit den Niedergang des Swing beschleunigte und die Entwicklung des neuen Stils in Form einer autonomen Kunstmusik begünstigte.
Die kleinen Bands, die den neuen Jazzstil entwickelten, galten nicht als Tanz- oder Unterhaltungskapellen und waren dies in ihrem Selbstverständnis auch nicht, weswegen die Besitzer der Nachtclubs nicht mit den kriegsbedingten Sonderabgaben belegt wurden, wenn sie junge Bebop-Musiker mit ihren Combos engagierten. Wegen des Recording ban existieren keine Studioaufnahmen aus der Entstehungsphase dieses Stils; es existieren einzig einige private, technisch sehr unzulängliche Live-Mitschnitte aus „Minton's Playhouse“ und „Monroe’s Uptown House“. Als eine der frühesten Aufnahmen des Bebop gilt „Bu-Dee-Dah“ (Apollo, 16. Februar 1944), unter Leitung von Coleman Hawkins u. a. mit Dizzy Gillespie, Leo Parker, Budd Johnson, Ray Abrams, Don Byas, Clyde Hart, Oscar Pettiford und Max Roach.
Man sagt auch, dass der Bebop als Reaktion der afroamerikanischen Bevölkerung auf den von Weißen dominierten Swing entstanden sei.

## Der Name Bebop

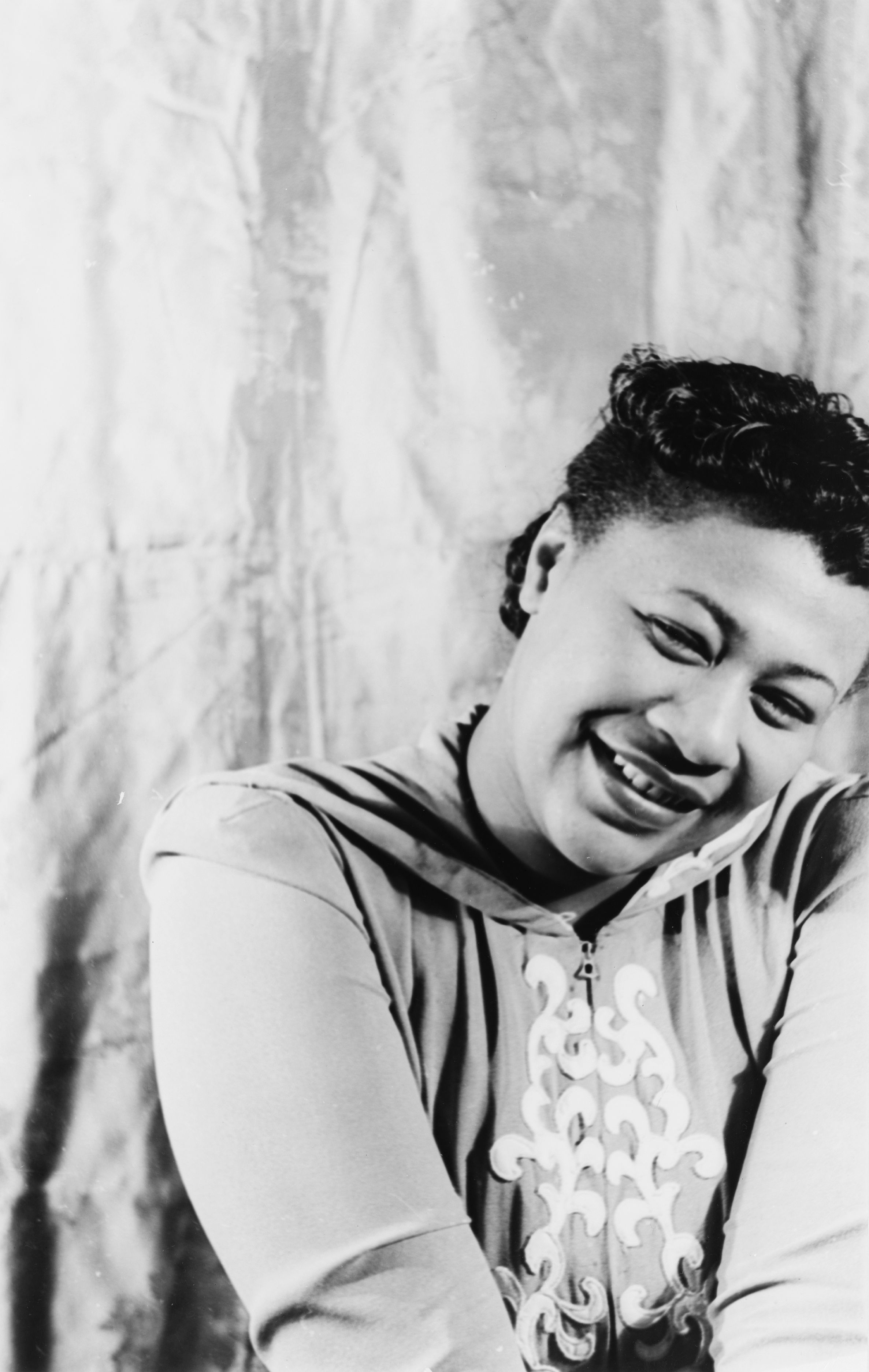
Ella Fitzgerald, 1940

Die Herkunft des Worts „Bebop“ ist, wie so oft im Jazz, nicht ganz geklärt und es gibt viele Legenden über die Entstehung dieses Begriffs. Er geht wahrscheinlich auf die lautmalerischen Scat-Silben „be“, „re“, „de“ und „bop“ zurück, mit deren Hilfe sich Musiker untereinander komplizierte Linien in schnellen Tempi vorzusingen pflegten.  Das ist wohl die wahrscheinlichste aller angebotenen Erklärungen, die es gibt; wobei dieser Name, wie so oft in der Musik, nicht von den Musikern selbst, sondern von der Presse stammt.
Ist der Zusammenhang unmissverständlich, wird auch von Bop gesprochen. Hingegen ist die Bezeichnung Rebop aus einem Unverständnis der damaligen Swingmusiker gegenüber dem Bebop heraus entstanden und bezeichnet den Bebop eben gerade nicht. Ebenso ist in vielen Fällen das Scatten kein Bebop, sondern lediglich Silbengesang, das die eigentümlichen Wendungen des Bebop vermissen lässt.

## Merkmale des Bebop
- Komplizierter als der Swing, mehr Soli, mehr Improvisation.
- Der zu den Blue Notes zählende Tritonus, der an verschiedenen Stellen auftaucht.
- Saxophon und Trompete spielen unisono (das Gleiche).
- Abkehr von der Big Band des Swing und Rückkehr zur Combo
- Phrasierung abgerissen, abgerissene Melodie
- keine Riffs
- komplizierte Harmonik, viele II-V-I Verbindungen
- übermäßige bzw. verminderte Septakkorde
- stärkerer Einsatz von Alterationen (Quinte, None, Undezime)
- wird oft "härter" gespielt
- schnelle Tempi, hektischer Gestus

## Standard-Besetzung
Quintett: Trompete, Saxophon (meist Alt oder Tenor), Klavier, Kontrabass, Schlagzeug. Bigbands waren eher selten (eine Ausnahme bildet das Orchester von Dizzy Gillespie; auch Gene Krupa and His Orchestra unternahm 1947/48 Versuche, Bigband-Bop zu spielen, wie der von Gerry Mulligan arrangierte „Disc Jockey Jump“).

## Wichtige Alben
- Charlie Christian: Swing To Bop (Dreyfus, 1939–41)
- Billy Eckstine and His Orchestra: Together (Spotlite, 1945)
- Dizzy Gillespie: The Complete RCA Victor Recordings (Bluebird, 1937–49)
- Charlie Parker, Dizzy Gillespie: Town Hall, New York City, June 22, 1945
- Howard McGhee: On Dial – The Complete Sessions 1945–1947 (Spotlite)
- Thelonious Monk: Genius Of Modern Music, Volume 1 & 2 (Blue Note, 1947–48)
- Fats Navarro: The Complete Fats Navarro on Blue Note & Capitol (Blue Note, 1947–49)
- Charlie Parker: The Charlie Parker Story (Savoy, 1945), The Complete Savoy And Dial Studio Recordings (Savoy, 1944–48)
- Charlie Parker: Charlie Parker Memorial, Vol. 1 (Savoy, 1947/48)
- Charlie Parker: The Bird Returns (Savoy, 1948/49; Mitschnitte seiner Auftritte im New Yorker Royal Roost)
- Charlie Parker: Bird: The Complete Charlie Parker on Verve (Verve; seine Aufnahmen für Mercury 1947–54)
- Charlie Parker, Dizzy Gillespie, Bud Powell, Charles Mingus, Max Roach: The Quintet – Jazz at Massey Hall (OJC, 1953)
- Bud Powell: The Amazing Bud Powell (Blue Note, 1949/51) (Quintett mit Sonny Rollins und Navarro, Trio- und Solo-Aufnahmen)
- Horace Silver: Six Pieces of Silver (Blue Note, 1956)

### Musikbeispiele
- Dizzy Gillespie: Be-Bop auf YouTube
- Charlie Parker: Little Be Bop auf YouTube
- Fats Navarro: A Be Bop Carroll auf YouTube
- Fats Navarro: Be Bop Romp auf YouTube